# Klasztor Franciszkanów w Iwieńcu
Klasztor Franciszkanów w Iwieńcu – barokowy, rzymskokatolicki klasztor i kościół w Iwieńcu na Białorusi, ufundowany na pocz. XVIII w. Reaktywowany w 1994, obiekt pełni obecnie funkcję kościoła parafii św. Michała Archanioła (diec. mińsko-mohylewska).

## Fundacja i dalsze losy
Klasztor franciszkański w Iwieńcu ufundował w 1702 stolnik miński Teodor Antoni Wańkowicz, osadzając zakonników franciszkańskich przy istniejącym od 1606 parafialnym kościele. W 1740, gdy urząd przełożonego sprawował o. Anzelm Czechowicz, rozpoczęto budowę murowanej świątyni ze środków, zebranych przez miejscową wspólnotę. Wspomniana świątynia, w stylu późnego baroku wileńskiego, została dedykowana św. Antoniemu Padewskiemu. Przypuszczalnie projektantem kościoła był włoski architekt Guido Antonio Longhi. Pagórek, na którym  stanął obiekt, wzmocniono kostką brukową.
Po upadku powstania listopadowego klasztor franciszkański został zamknięty, a w budynku umieszczono więzienie dla duchownych, skazanych przez władze carskie. W latach 1856–1860 obiekt odrestaurowano. W następstwie represji po powstaniu styczniowym klasztor został skasowany. Jednocześnie rozpoczęto przebudowę świątyni na prawosławną cerkiew.
Obiekt powrócił do Kościół katolickiego w ramach akcji rewindykacyjnej po odzyskaniu niepodległości przez Polskę. Inicjatorem procesu odzyskania kompleksu klasztorno-świątynnego był ordynariusz miński bp Zygmunt Łoziński. Franciszkanie wrócili do Iwieńca, obejmując opieką duszpasterską kilkutysięczną miejscową parafię.

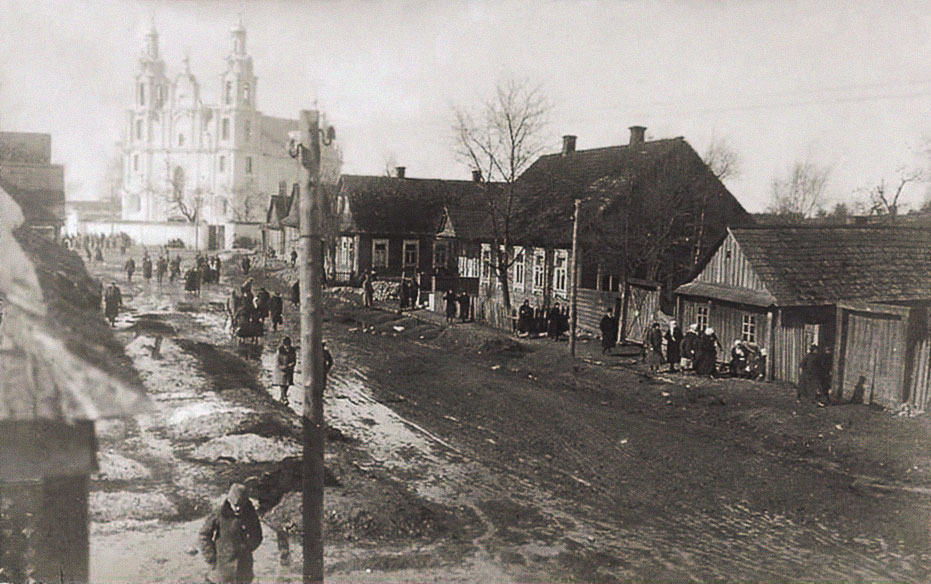
Kościół i ul. Wileńska na pocz. XX w.
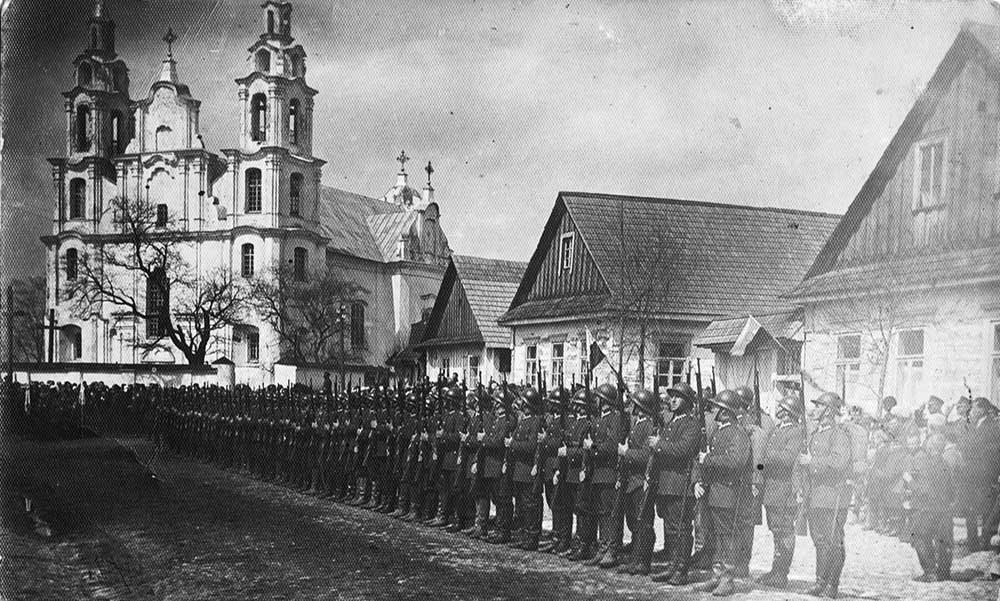
Żołnierze przed kościołem
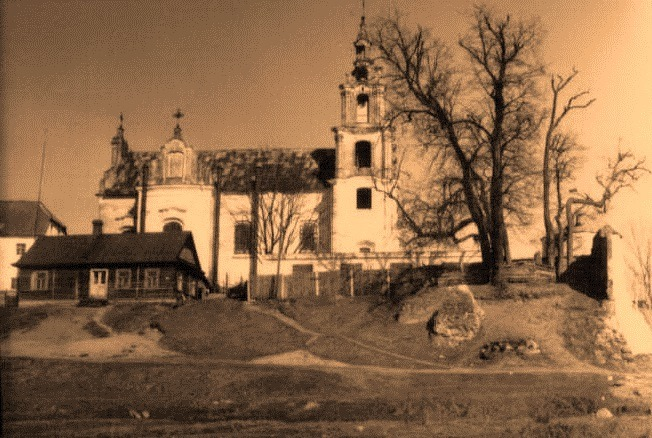
Widok na klasztor i kościół (1930-39)
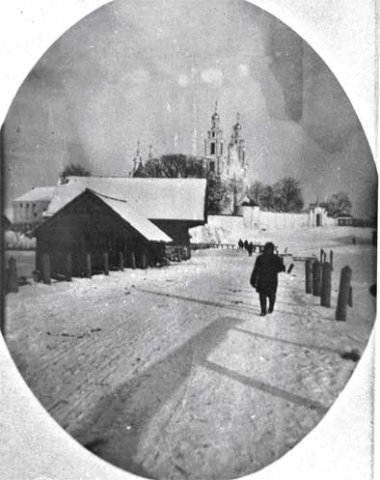
W drodze do kościoła zimową porą

W 1935 r. oficerowie i żołnierze Korpus Ochrony Pogranicza z Batalionu KOP „Iwieniec” ufundowali dla świątyni dzwon wykonany w Odlewni dzwonów Braci Kruszewskich. Dzwon o wadze 1260 kg otrzymał imię "Marszałek", poświęcony został pamięci zmarłego marszałka Józefa Piłsudskiego i opatrzono napisem: "W miejsce zrabowanych przez rząd zaborczy w czasie wielkiej wojny w roku 1917, dzwon ten został ulany w Niepodległej Polsce i poświęcony pamięci Wodza Narodu i Wskrzesiciela Ojczyzny, Pierwszego Marszałka Polski, Józefa Piłsudskiego".
Podczas II wojny światowej na terenie kościoła ukrywano sprzęt medyczny. 19 czerwca 1943 dzwon "Marszałek" dał w południe sygnał do wybuchu zbrojnego powstania w Iwieńcu. Następnego dnia wycofujący się do Puszczy Nalibockiej partyzanci zabrali sprzęt medyczny ze sobą. Dzwon "Marszałek" został natomiast zakopany w pobliżu kościoła, co uchroniło go przed zniszczeniem.
Franciszkański kościół przetrwał II wojnę światową i funkcjonował aż do 1948. Wówczas to władze radzieckie zamknęły go i umieściły w nim filię zakładu przemysłowego z siedzibą w Mińsku. Taki stan rzeczy trwał aż do upadku ZSRR. W następstwie wielokrotnie ponawianych próśb i petycji, obiekt został przywrócony do celów religijnych w 1992.
Dwa lata później franciszkanie odzyskali budynki klasztorne, zaś w 2003 rozpoczęła się kompleksowa restauracja całego zespołu. Dzwon "Marszałek" wydobyto w 2006 i na powrót umieszczono w wieży (wschodniej). W maju 2012 na placu przykościelnym odsłonięto pomnik Jana Pawła II.
Przy iwienieckim kościele i klasztorze od wielu lat organizowane są warsztaty muzyczne dla młodzieży z całej Białorusi. Ponadto 23 maja 2020 świątynia była miejscem święceń kapłańskich franciszkanina, pochodzącego z terenu miejscowej parafii.

## Architektura budowli
Kościół jest trójnawową bazyliką z transeptem o silnie rozczłonkowanej szerokiej elewacji frontowej z dwiema pięciokondygnacyjnymi wieżami i usytuowanym między nimi dwukondygnacyjnym barokowym szczytem. Analogiczne konstrukcje dekorują również prezbiterium i dwa ramiona transeptu. Podobnymi w formie świątyniami z terenu dawnego Wielkiego Księstwa Litewskiego jest dawny kościół bernardynek w Mińsku i dawny sobór unicki w Połocku.
We wnętrzu zdewastowanego (a obecnie już odnowionego) kościoła przetrwały oryginalne sklepienia - kolebkowe nad nawą główną i krzyżowe w nawach bocznych. Zachowały się także trzy stiukowe ołtarze w stylu barokowym. Obok kościoła znajduje się kompleks budynków mieszkalnych dla zakonników, skromnie dekorowany z zewnątrz, wzniesiony na planie litery L. Całość otoczona jest murem z ośmioboczną wieżyczką w jednym z naroży i z ozdobną bramą wjazdową.